# Миколаївка (Олександрівська селищна громада)
Микола́ївка — село в Україні, в Олександрівській селищній громаді Кропивницького району Кіровоградської області. Населення становить 63 осіб.
Поблизу Олександрівки розташований ландшафтний заказник загальнодержавного значення — «Миколаївський». Його площа становить 133 га. Цінність заказника в тому, що на його території ростуть рідкісні рослини.

## Населення
Згідно з переписом УРСР 1989 року чисельність наявного населення села становила 96 осіб, з яких 31 чоловік та 65 жінок.
За переписом населення України 2001 року в селі мешкали 63 особи.

### Мова
Розподіл населення за рідною мовою за даними перепису 2001 року:
| Мова       | Відсоток |
| ---------- | -------- |
| українська | 96,83 %  |
| російська  | 3,17 %   |